# Roland (Iowa)
Roland é uma cidade localizada no estado americano de Iowa, no Condado de Story.

## Demografia
Segundo o censo americano de 2010, a sua população era de 1 284 habitantes. Em 2019, foi estimada uma população de 1 254 habitantes.

## Geografia
De acordo com o Departamento do Censo dos Estados Unidos, tem uma área de 2,8 km², dos quais 2,8 km² cobertos por terra e 0,0 km² cobertos por água.

## Localidades na vizinhança
O diagrama seguinte representa as localidades num raio de 20 km ao redor de Roland.